# ロビン・ソーデル
ロビン・ソーデル（Robin Söder、1991年4月1日 - ）は、スウェーデン・アリングソス出身の元サッカー選手。現役時代のポジションはFW。

## 経歴
2008年にスウェーデンのIFKヨーテボリとプロ契約を結んだ。7月1日、トレッレボリFF戦でデビューを果たした。わずか11日後のユールゴーデンIF戦でプロ初ゴールを記録した。
2014年8月22日、デンマークのエスビャウfBに移籍した。
2017年、ベルギーのスポルティング・ロケレンに移籍した。
2018年8月10日、IFKヨーテボリに復帰した。
2022年1月11日、現役引退を表明した。

## 代表歴
スウェーデン代表として2009年5月23日、UEFA U-21欧州選手権2009メンバーに選出され、準決勝のイングランド代表戦ではマルクス・ベリのゴールをアシストした。